# 栗洞公園
栗洞公園（ユルドンコンウォン 韓国語:율동공원）は、大韓民国京畿道城南市盆唐区にある公園である。

## 概要
韓国最大の高さ45mのバンジージャンプがあることで知られる公園。城南市民の憩いの場となっている。また、周辺の山の登山口となっている。

## 交通
地下鉄
●韓国鉄道公社盆唐線書峴駅 から17－1番バスで約15分

## 園内施設
- バンジージャンプ
- 盆唐貯水池
- 芝生広場